# モンテ・サン・マルティーノ
モンテ・サン・マルティーノ（伊: Monte San Martino）は、イタリア共和国マルケ州マチェラータ県にある、人口約700人の基礎自治体（コムーネ）。

## 地理

### 位置・広がり
マチェラータ県のコムーネ。県都マチェラータから南へ30kmの距離にある。

#### 隣接コムーネ
隣接するコムーネは以下の通り。括弧内のFMはフェルモ県所属を示す。
- アマンドラ (FM)
- モンテファルコーネ・アッペンニーノ (FM)
- ペンナ・サン・ジョヴァンニ
- サンタ・ヴィットーリア・イン・マテナーノ (FM)
- セルヴィリアーノ (FM)
- ズメリッロ (FM)

### 気候分類・地震分類
モンテ・サン・マルティーノにおけるイタリアの気候分類 (it) および度日は、zona E, 2345 GGである。
また、イタリアの地震リスク階級 (it) では、zona 2 (sismicità media) に分類される。